# دریاچه لوپچه
دریاچه لوپچه (انگلیسی: Lake Lupche) یک دریاچه در استان مورمانسک کشور روسیه است.